# Fronhofen (Mömbris)

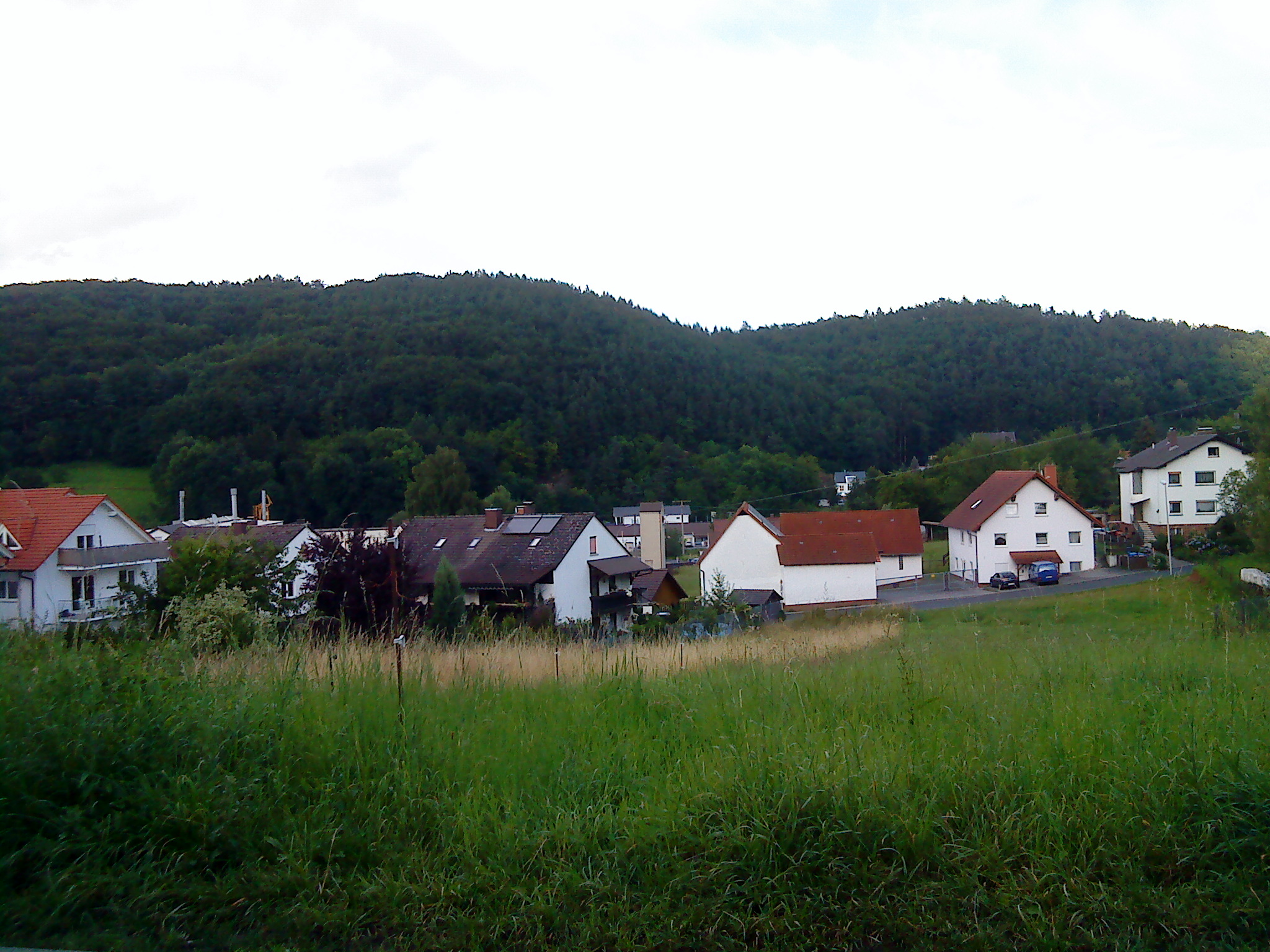
Oberer Grund und Teile des Mühlbergs

Fronhofen (vor dem 18. August 2010 Frohnhofen,) ist ein Gemeindeteil des Marktes Mömbris im unterfränkischen Landkreis Aschaffenburg in Bayern.

## Geographie
Das Dorf Fronhofen liegt links des Flusses Kahl im mittleren Kahlgrund zwischen Strötzbach und Mömbris, unterhalb des Bauersberges. Es ist mit beiden Orten baulich zusammengewachsen. Auf der gegenüberliegenden Talseite befindet sich Mensengesäß.

## Name
Der Name Fronhofen besteht aus den mittelhochdeutschen Wörtern frô, das Herr bedeutet und hof. Es bedeutet also frei übersetzt Herrenhof. Die gleiche Namenswurzel steckt auch im naheliegenden Frohnbügel.

## Geschichte

### Mittelalter
Im Mittelalter gehörte Fronhofen zum Gericht Mömbris, das ein Teil des Freigerichts Alzenau war. Das Freigericht war zwar reichsunmittelbar, aber das Reich verpfändete oder vergab das Gebiet immer wieder. So wechselten die Landesherren, zu denen die Herren und späteren Grafen von Hanau, die Herren von Randenburg und die Herren von Eppstein zählten.

### Neuzeit
Im Jahr 1500 belehnte der römisch-deutsche König Maximilian I. den Erzbischof von Mainz und den Grafen von Hanau-Münzenberg gemeinsamen mit dem Freigericht, das sie nun als Kondominat verwalteten. Da im Freigericht auch zur Zeit des Kondominats die kirchliche Jurisdiktion bei den Erzbischöfen von Mainz verblieb, konnte sich die Reformation – im Gegensatz zur Grafschaft Hanau-Münzenberg – dort nicht durchsetzen. Fronhofen blieb römisch-katholisch.
Im Jahr 1609 war Fronhofen als Afterlehen im Besitz der adeligen Familie Echter von Mespelbrunn. Von ihnen ging Fronhofen 1686 an die Grafen von Ingelheim über.
Mit Graf Johann Reinhard III. starb 1736 der letzte männlicher Vertreter des Hauses Hanau. Erbe des Hanau-Münzenberger Landesteils war aufgrund eines Vertrages der Landgraf von Hessen-Kassel. Ob sich sein Erbe auch auf den Hanauer Anteil an dem Kondominat erstreckte, war in den folgenden Jahren zwischen Kurmainz und Hessen-Kassel heftig umstritten. Der Streit endete in einem Kompromiss, dem Partifikationsrezess von 1740, der eine Realteilung des Kondominats vorsah. Es dauerte allerdings bis 1748, bis der Vertrag umgesetzt war. Fronhofen fiel dadurch Kurmainz zu.
1761 wurde Fronhofen eine eigene Gemarkung (liegt heute komplett auf der Gemarkung Mömbris) und unterteilte sich in eine Reihe von Fluren:
- Wiesenborn
- Wäldchen
- Strötzbacher Gewann
- Unterer Grund
- Mühlberg (an der Kahl, an dem die Mühle steht)
- Auf der Insel
- Am Karlesberger Weg
- Mittelgewann
- Oberer Grund

Der Reichsdeputationshauptschluss des Jahres 1803 schlug Fronhofen der Landgrafschaft Hessen-Darmstadt zu, die es aber nur 13 Jahre behielt. Im Jahr 1816 trat das nunmehrige Großherzogtum Hessen das Amt an das Königreich Bayern ab. Seitdem ist Fronhofen bayerisch.
Das Dorf ist im Laufe der Jahre mit Strötzbach und Mömbris baulich zusammengewachsen. Fronhofen ist kein eigener Gemeindeteil von Mömbris. Die Einwohner werden sowohl Strötzbach als auch Mömbris zugerechnet. Auf dem Ortsschild am Kahltalzentrum stand bis 2013 der Ortsname „Strötzbach“; es wurde durch eines mit der Aufschrift „Markt Mömbris“ ersetzt.
Das Landratsamt Aschaffenburg änderte am 15. August 2010 den Namen des Gemeindeteils „Frohnhofen“ in „Fronhofen“.

## Sonstiges
- Fronhofen hat eine Wassermühle an der Kahl, die Hellenthalsmühle.
- Der Karlesberger Weg führt zur Wüstung Karlesberg.